# Jóhanna Sigurðardóttir
Jóhanna Sigurðardóttir (Reykjavík, 4. listopada 1942.) je islandska političarka i bivša premijerka Republike Island. U prošlosti je još i obnašala dužnost ministrice za socijalna pitanja od 1987. do 1994., te dužnost ministrice za socijalna pitanja i socijalnu sigurnost od 2007. do 2009. Ujedno je članica Alþingia za jedinicu Reykjavík od 1978. godine, nakon što je u svojoj jedinici pobjeđivala 8 uzastopnih puta. Prva je žena u povijesti koja je postala premijerkom Islanda.
Jóhanna je socijaldemokrat i osoba koja ima najduži zastupnički staž u islandskom parlamentu. U 1990-ima, nakon što je tijesno izgubila u borbi za vodstvo u svojoj stranci, podigla je šaku i izjavila "Minn tími mun koma!", što na islandskom znači "Moje vrijeme će doći!". Nakon toga događaja ta je fraza postala popularan način izražavanja u Islandu.

## Obrazovanje i rana karijera
Jóhanna je rođena u Reykjavíku, gdje je i studirala na Komercijalnoj školi Islanda, što je strukovna srednja škola kojom upravlja Trgovačka komora. Nakon što ju je završila, 1960. godine počela je raditi u Loftleiðiru (prethodniku Icelandaira) kao stjuardesa i službenik u uredu. Bila je aktivna i u sindikalnom pokretu od početka svog profesionalnog života, i to kao predsjedateljica odbora islandskih udruženja posade pilotskih kabina 1966. i 1969. godine, pa sve do odbora Svölurnar te udruge bivših stjuardesa 1975. godine. Također je bila članom odbora komercijalnih radnih sindikata od 1976. do 1983. godine.

## Politička karijera
U Alþingi je izabrana 1978. godine na listi Socijaldemokratske partije Islanda za izbornu jedinicu Reykjavík. Uživala je u ranom uspjehu svoje parlamentarne karijere, tako da je čak postala i zamjenicom predsjednika Alþingia 1979., te 1983. i 1984. godine. Izabrana je za potpredsjednicu Socijaldemokratske partije Islanda 1984. godine. Na tome je položaju ostala sve do 1993. Bila je ministrica za socijalna pitanja u četiri različita kabineta od 1987. do 1994. Nakon što je u Socijaldemokratskoj partiji izgubila vodstvo napušta je kako bi osnovala novu stranku pod nazivom Þjóðvaki (čiji bi se naziv mogao prevesti kao "Buđenje nacije" ili "Nacionalni pokret"). 2000. godine te su se dvije stranke udružile u novu stranku čiji je naziv od tada Socijaldemokratski savez.
Od 1994. pa sve do 2003. godine Jóhanna je bila aktivnim članom opozicije u Alþingiu, tako što je služila u brojnim parlamentarnim odborima. Nakon izbora 2003. godine, gdje se kandidirala u izbornoj jedinici Reykjavík-Jug (nakon razdvajanja stare jedinice Reykjavík) ponovno je izabrana za zamjenicu predsjednika Alþingia. Izbori 2007. godine, na kojima se kandidirala u izbornoj jedinici Reykjavík-Sjever, donijeli su povratak Socijaldemokratskog saveza na vlast u koaliciji s Nezavisnom strankom, zbog čega je Jóhanna imenovana ministricom za socijalna pitanja i socijalnu sigurnost.

### Jóhanna Sigurðardóttir kao premijerka Islanda
26. siječnja 2009. dotadašnji premijer Islanda Geir Haarde podnio je ostavku koalicijske vlade predsjedniku Islanda Ólafuru Ragnaru Grímssonu. Ovaj događaj je uslijedio nakon što su u Islandu 16 tjedana trajali prosvjedi protiv vlade jer se nije uspjela nositi s financijskom krizom koja je izbila u drugoj polovici 2008. godine, da bi se produbila nakon 20. siječnja 2009. godine.
Nakon razgovora s vođama 5 stranaka zastupljenih u Alþingiu, predsjednik Islanda je Socijaldemokratskom savezu i Lijevo-zelenom pokretu povjerio mandat za sastavljanje nove vlade, te zatražio raspisivanje novih izbora na proljeće.
Jóhanna Sigurðardóttir je predložena za novu premijerku nove vlade, između ostalog zbog svoje popularnosti u široj javnosti, te svojih dobrih odnosa s Lijevo-zelenim pokretom. Anketa koju je proveo Capacent Gallup u prosincu 2008. pokazala je kako 73% građana Islanda odobrava odluke koje je donosila kao ministrica, što je bio najbolji rezultat u usporedbi sa svim ostalim članovima kabineta. Uz to, ona je bila jedina ministrica koja je popravila svoju poziciju u anketama u 2009. godini spram onih koje su provedene u 2008. godini.
Novoj je vladi trebala potpora Progresivne stranke u Alþingiu. Pregovori su se nastavili sve do večeri 31. siječnja 2009., tako da je nova vlada imenovana 1. veljače 2009. Nezavisne ankete su pokazale kako Jóhanna Sigurðardóttir i Steingrímur J. Sigfússon, vođa lijevo-zelenog pokreta, druge stranke u koalicijskoj vladi, uživaju veliku potporu izvan svojih vlastitih stranaka.

## Osobni život
Jóhanna Sigurðardóttir se oženila s Þorvaldurom Steinarom Jóhannessonom 1970. godine. Taj je par imao dva sina (rođeni 1972. i 1977. godine). Nakon što se Jóhanna razvela od svoga muža, njezina je životna partnerica postala Jónína Leósdóttir (rođena 1954.), autorica i dramaturginja. Njih dvije su stupile u civilnu uniju, tj. registrirano partnerstvo 2002. godine. Nakon što su u Islandu 2010. godine ozakonjene istospolne bračne zajednice, Jóhanna Sigurðardóttir i Jónína Leósdóttir sklopile su brak.

## Vanjske poveznice
- Osobni blog (islandski jezik)

## Ostali projekti
|  | Zajednički poslužitelj ima stranicu o temi Jóhanna Sigurðardóttir    |
|  | Zajednički poslužitelj ima još gradiva o temi Jóhanna Sigurðardóttir |